# Johann II. (Brandenburg)

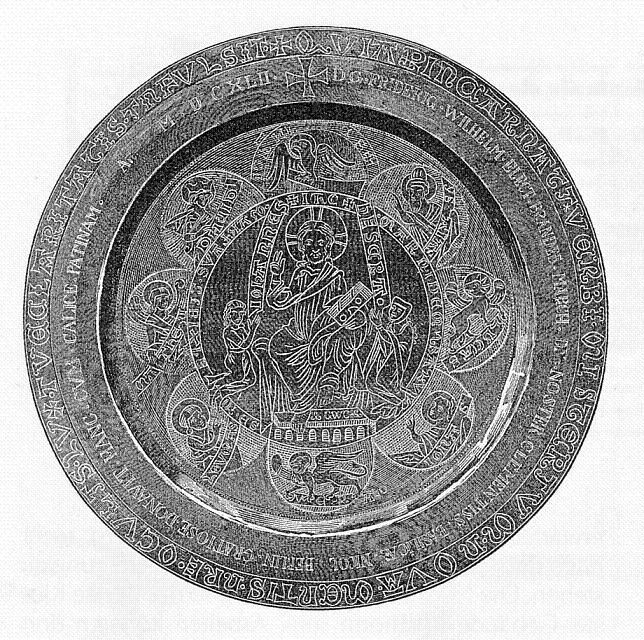
Patene mit Johann II. und Gemahlin Hedwig von Werle von 1280/1290 aus dem Kloster Chorin

Johann II. (* 1237 (?); † 10. September 1281) war von 1266 bis zu seinem Tod Mitregent seines Bruders Otto IV. (mit dem Pfeil) als Markgraf von Brandenburg. Zudem führte er den Titel „Herr zu Krossen“ (Neumark).

## Leben

### Mitregentschaft
Johann II. gehörte der Johanneischen Linie der märkischen Askanier an und war der älteste Sohn des Markgrafen Johann I. und der Sophia von Dänemark (1217–1247), Tochter König Waldemars II. von Dänemark und Berengarias von Portugal. Johann II. war Mitregent trat aber deutlich weniger hervor, als der jüngere Bruder Otto IV. Zu Details aus seinem Leben, liegen deutlich weniger Daten vor als zum Vater und den sonstigen askanischen Regenten der Mark Brandenburg. Als Erstgeborener übte er anlässlich der Wahl Rudolfs von Habsburg das brandenburgische Kurrecht aus und nahm unter den Mitregenten – zumindest im Verständnis der Geschichtsschreibung des ausgehenden 19. Jahrhunderts, eine wichtige Position ein, und erhielt neben seinem vorerwähnten Bruder, in der Berlin Siegesallee ein eigenes Standbild erhielt.

### Kloster Chorin
Die meisten überlieferten Daten über Johann II. stehen im Zusammenhang mit der neuen Grablege für die Johanneische Linie, dem Kloster Chorin. Das Zisterzienserkloster hatte sein Vater 1258 im Zuge der Erbteilung der Mark unter dem Namen Mariensee gestiftet, während das traditionelle askanische Kloster Lehnin bei der Ottonischen Linie verblieb.

#### Askanierburgen im Jagdrevier Schorfheide

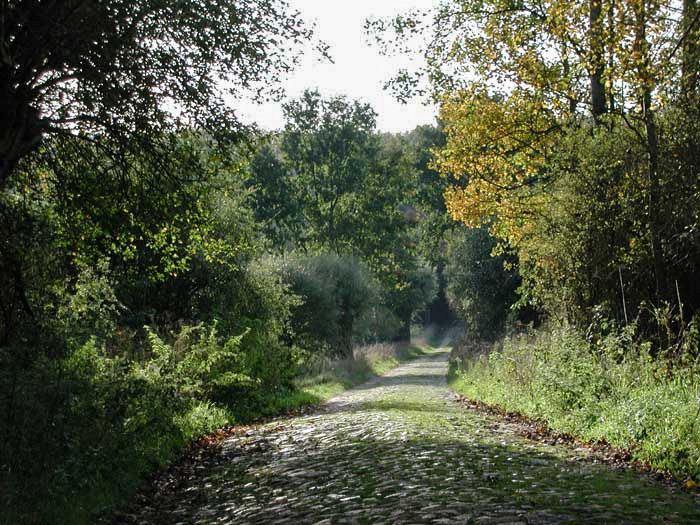
400 Jahre alter Weg in der Schorfheide, Jagdrevier Johanns II.

1273 stellten die drei Brüder Otto IV. (mit dem Pfeil), Johann II. und Konrad I. (wie Johann II. Mitregent, Vater des letzten großen märkischen Askaniers Waldemar), gemeinsam eine Urkunde aus, in der sie die noch vom Vater veranlasste Verlegung des Klosters Mariensee nach Chorin bestätigten. Die drei Siegel zeigen das gleiche Bild des stehenden gerüsteten Markgrafen mit Adlerschild und markgräflicher Fahnenlanze. Sie unterscheiden sich nur durch die Inschriften, die sie dem jeweiligen Bruder zuordnen.
Ausgestellt ist die Urkunde in der Askanierburg Werbellin, einem Residenzort westlich des Klosters in der Schorfheide. Die Schorfheide war in der zweiten Hälfte des 13. Jahrhunderts das bevorzugte Jagdrevier der Askanier. Neben Werbellin bestanden zu dieser Zeit zwei weitere askanische Burgen in dem ausgedehnten Waldgebiet. Da überliefert ist, dass sich Otto IV. bevorzugt in der Burg Grimnitz am Westufer des Grimnitzsees aufhielt, hat Johann II. entweder die Burg (castrum, Festes Haus) in Breden am Südostufer des Werbellinsees oder die Burg in Werbellin am Südende desselben Sees als sein erstes Jagddomizil genutzt.
Alle drei Burgen waren von Johann I. gegründet worden und wurden wahrscheinlich noch im 14. Jahrhundert zerstört. Die älteste überlieferte Erwähnung der Burg Grimnitz, von der noch Restruinen vorhanden sind, findet sich in einem Dokument, das Johann II., Otto IV., Konrad I. und Heinrich I. (ohne Land) 1297 gemeinsam beurkundet hatten. An Stelle der Askanierburg Werbellin steht heute auf dem Schlossberg der denkmalgeschützte Askanierturm, ein (geschlossener) Aussichtsturm, den Prinz Carl von Preußen 1879 zur Erinnerung an die Askanier eingeweiht hatte.

#### Patene und Grabstätte

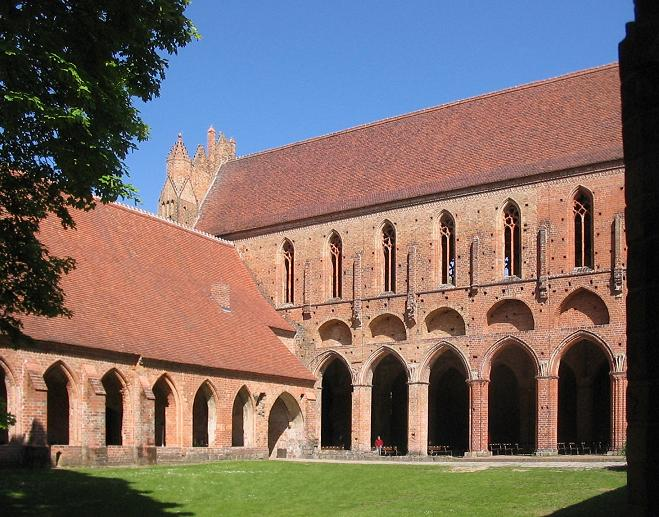
Kloster Chorin

In der Berliner Nikolaikirche befindet sich eine Patene (Abendmahlsteller) aus dem Kloster Chorin mit einem Durchmesser von 28,5 Zentimetern (siehe Bild ganz oben). Darauf ist um den zentralen thronenden Gott ein Stifterpaar abgebildet, bei dem es sich laut Inschrift um Johann II. und seine Gemahlin Hedwig von Werle (1243–1287) handelt. Die Askanier-Patene ersetzte im Kloster um 1280/90 einen Vorgängerteller. Wolfgang Erdmann vermutet, dass die Patene von den nach Johann II. und Hedwig gestorbenen Brüdern Otto IV. und Konrad I. „für Chorin gestiftet und dort für die Askanier-Memoria genutzt wurde.“ Der Teller gehört zu einem Prachtkelch (Askanier-Kelch), der wahrscheinlich bereits 1266/67 gestiftet worden war und die gemeinsam regierenden Brüder Johann I. und Otto III. mit ihren Frauen zeigt.
Johann II. (1281) und seine Gemahlin Hedwig (1287) wurden in der Klosterkirche Chorin begraben, deren Bau zu dieser Zeit noch nicht abgeschlossen war.

### Familie, Nachkommen
Johann heiratete
- 1258/62 Prinzessin Hedwig von Werle (1243–1287), Tochter von Nikolaus I. von Werle (Mecklenburg) und von Jutta von Anhalt

Kinder
- Konrad II. (Brandenburg) (1261–1308)
- Johann (1263–1292), Bischof von Havelberg.

## Denkmal in der Siegesallee

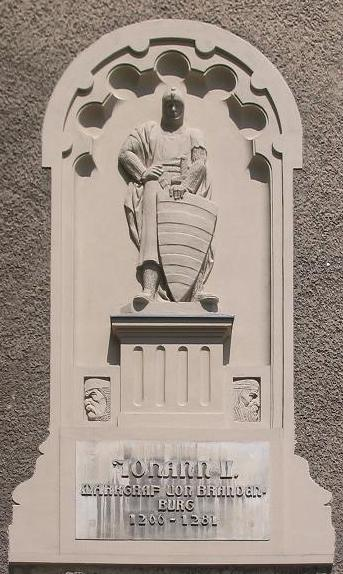
Relief nach dem Siegesallee-Standbild, 1909, Berlin-Mariendorf

Während die Aufnahme des letzten und für die märkische Geschichte völlig unbedeutenden Askaniers Heinrich II. (das Kind) in die Siegesallee umstritten und letztlich lediglich der Tatsache geschuldet war, dass die Symmetrie mit je 16 Gruppen zu beiden Seiten des Monumentalboulevards gewahrt werden sollte, liegen über die Gründe, die zur Aufnahme des gleichfalls eher unbedeutenden Mitregenten Johann II. führten, keine Angaben vor. Als charakteristische Zeitgenossen und Nebenfiguren (Büsten) zum Standbild des Markgrafen wählte die historische Kommission der Allee unter Leitung von Reinhold Koser Graf Günther I. von Lindow-Ruppin (? –1284) sowie den Berliner Fernhändler und Ratsmann Konrad Belitz (? {Ersterwähnung 1288} – 1308).
Bildhauer der Denkmalgruppe 6 war Reinhold Felderhoff, der bei der Gestaltung der Statue freie Hand hatte. Bildvorlagen gab es nicht und das einzige figürliche Merkmal aus der Märkischen Fürstenchronik, die Johann II. als klein von Statur, tüchtig und kräftig charakterisierte, konnte er wegen der vorgeschriebenen Einheitshöhe der Statuen nicht umsetzen. Die Gestaltung Felderhoffs fiel völlig aus dem Rahmen, indem er gegen die gängige historisierende Kunst eine (fast moderne) großflächige typisierende Form wählte. Er verzichtete als einziger Siegesallee-Bildhauer auf eine Individualisierung des Standbilds und schuf eine typisierte, ruhig und ernst zu Boden blickende Kriegerfigur, „die den Typ des Mahnmals vorwegnimmt.“ Die Figur zeigt Johann II. gestützt auf ein großes Schild mit dem Wappen des Hauses Ballenstedt – Esico von Ballenstedt gilt als Stammvater des Geschlechts der Askanier.
Die feierliche Enthüllung der Denkmalgruppe fand am 14. November 1900 statt. Das Standbild Johanns II. befand sich von 1978 bis 2009 mit leichten Konturschäden im Lapidarium in Berlin-Kreuzberg und steht seit Mai 2009 in der Zitadelle Spandau. Im Jahr 1909 entstand ein Relief nach dem Vorbild der Felderhoff-Statue, das sich am Eckhaus Markgrafenstraße/Mariendorfer Damm in Berlin-Mariendorf über das erste und zweite Stockwerk erstreckt. Sein Urheber ist unbekannt. (Siehe auch: Felderhoff, Siegesalleegruppe.)